# Metsä Tissue
Metsä Tissue,  est un fabricant de produits en papier souple basé en Finlande,.

## Présentation
Metsä Tissue est une filiale de Metsäliitto Osuuskunta qui fabrique des  produits en papier souple tels que les mouchoirs en papier, les serviettes de toilette et de cuisine et du papier sulfurisé pour la cuisson. 

## Unités de production
Metsä Tissue a 10 unités de production. L'usine de papier de Mänttä est située à Mänttä-Vilppula. 
L'entreprise possède quatre usines en Allemagne: Düren, Kreuzau, Raubach et Stotzheim. 
L'usine polonaise de Metsä Tissue est située à Krapkowice et l'usine slovaque à  Žilina.
La société compte trois usines en Suède: Mariestad, Pauliström et Kvillsfors.
Les usines ont une capacité de production annuelle de 620 000 tonnes de produits en papier tissu et 50 000 tonnes d'autres papiers.

## Marques
Les produits de Metsä Tissue sont vendus, entre autres, sous les marques Lambi, Serla, Tento, Mola, Katrin et Saga.